# Mozilla Thunderbird
Mozilla Thunderbird este un client de poștă electronică gratuit, multiplatformă, cu sursă deschisă, care permite un schimb de mesaje e-mail securizate, sigur, rapid și ușor, care oferă protecție împotriva atacurilor de phishing.
Clientul de mail Mozilla Thunderbird oferă mai multe caracteristici utile:
- organizarea ușoară a mesajelor;
- cititor de RSS;
- o gamă largă și variată de extensii.

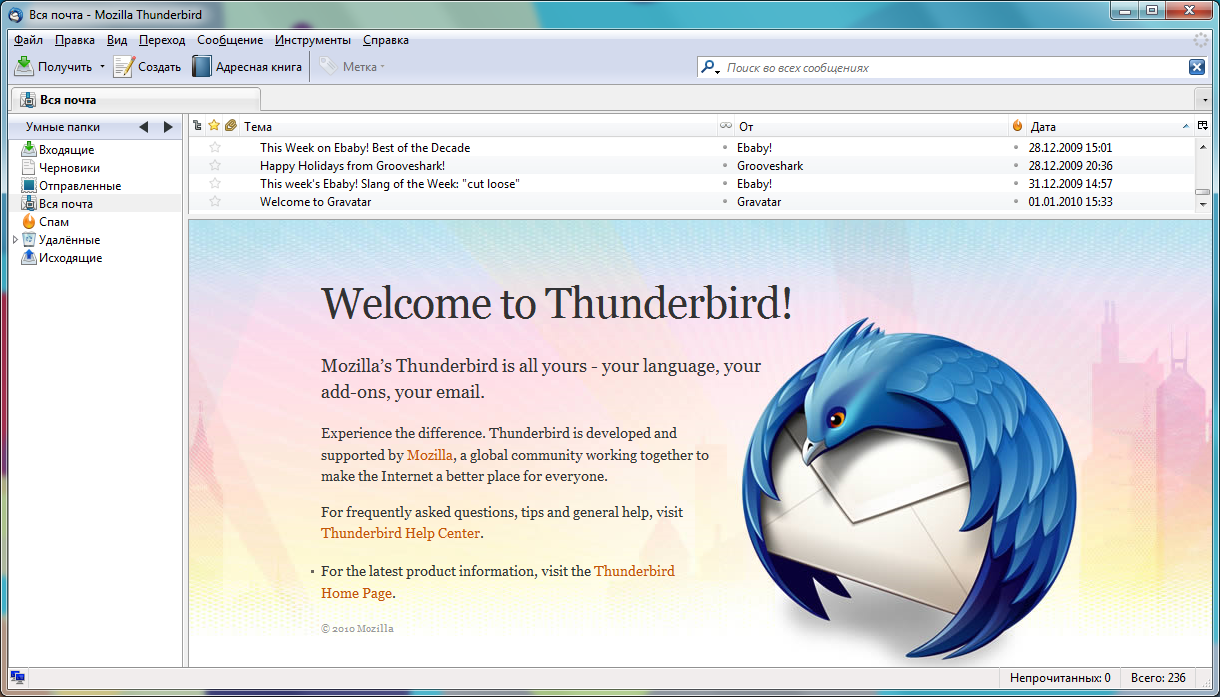

Un alt avantaj al lui Mozilla Thunderbird este și faptul că poate rula pe toate versiunile de Microsoft Windows, Linux, Mac OS.
Există și o versiune portabilă, de exemplu pe o memorie flash, USB.